# سامانثا باغيت
سامانثا باغيت (بالإنجليزية: Samantha Baggett)‏ هي لاعبة كرة قدم أمريكية، ولدت في 7 يونيو 1976 في دايتونا بيتش في الولايات المتحدة. شاركت مع منتخب الولايات المتحدة لكرة القدم للسيدات. أما مع النوادي، فقد لعبت مع Raleigh Wings ‏.